# Чертицько
Чертицько (рос. Чертицко) — присілок в Старорусському районі Новгородської області Російської Федерації.
Населення становить 114 осіб. Входить до складу муніципального утворення Взвадське сільське поселення.

## Історія
Від 2004 року входить до складу муніципального утворення Взвадське сільське поселення.

## Населення
| 2010 |
| ---- |
| 114  |